# Captain Toad: Treasure Tracker
Captain Toad: Treasure Tracker er et action-puzzle-spil udviklet af Nintendo EAD Tokyo og 1-UP Studio, og udgivet af Nintendo. Spillet er en spin-off af Super Mario-serien, der bygger på et minispil inkluderet i Super Mario 3D World. Det blev udgivet til Wii U i november 2014 i Japan, december 2014 i Nordamerika og januar 2015 i Europa. En udgave av spillet blev udgivet til Nintendo Switch og Nintendo 3DS den 13. juli 2018, med nye niveauer med temaer fra Super Mario Odyssey.
Captain Toad: Treasure Tracker handler om Captain Toad og Toadette der skal navigere niveauer med en række hindringer og nå frem til en guldstjerne i enden av hvert niveau. Spilleren må bruge kameraet for at se problemet fra forskellige vinkler, og således komme til en løsning for at nå guldstjernen. Ved at fuldføre alle niveauer i spillet kan spilleren se forbindelsen mellem Captain Toad: Treasure Tracker og Super Mario 3D World og kan spille fire niveauer fra 3D World som Captain Toad.

## Ekstern henvisning
- Officiel hjemmeside